# Yara Sarmento
Yara Moreira de Moraes Sarmento (Antonina, 7 de junho de 1940 - Curitiba, 26 de abril de 2019) foi uma advogada, apresentadora, dubladora, atriz, autora, escritora , bailarina, dançarina, locutora, garota-propaganda e professora de interpretação brasileira.

## Biografia
Em 1950, mudou-se com a família para Curitiba e, aos 18 anos, cursou Direito pela Universidade Federal do Paraná (de 1958 a 1962). Iniciou sua carreira artística na Academia de Danças Espanholas da Professora Bárbara Grand e de sua filha Beatriz Di Paolo Torres, em 1955. Dançou pela mesma Academia até 1964, com apresentações esporádicas no Centro Cultural Teatro Guaíra.
Formou-se Bacharel em Direito pela Faculdade de Direito da Universidade Federal do Paraná, tendo colado grau na turma do Professor Ary Florêncio Guimarães no dia 21 de dezembro de 1962.

### Televisão
De 1963 a 1964 atuou como bailarina no programa "Postais de Operetas", na TV Paranaense, dirigido por Cícero Camargo de Oliveira. Estreou como atriz na TV Paraná no programa "Colégio de Brotos", dirigido por Sinval Martins. Trabalhou no programa semanal "Teatro de Equipe", dirigido por Glauco Flores de Sá Britto, que ia ao ar às segundas-feiras. Faziam parte do elenco a atriz Lala Schneider, Claudete Barone, Irene Moraes, Aristeu Berger, Joel de Oliveira, Luiz Hilário, Juve Garcia, Doris Garcia, Heitor Rissato, Florival Gomes, entre outros. Na mesma época participou do humorístico "Telstar Festival" da TV Paraná, dirigido por Maurício Távora. Ainda como bailarina, participou do programa "Big Gincana Duchen" apresentado por Acidália Chen.
Em 1964 foi morar no Rio de Janeiro a fim de prestar concurso no Instituto Rio Branco para ingressar no Itamaraty, mas acabou reprovada e ficou para investir na carreira de atriz. Foi contratada pela TV Tupi e participou dos teleteatros do "Clube do Morcego", dirigido por João Loredo e também do "Teatro de Comédia", sob o comando de Odair Marzano, onde protagonizou o episódio "Aconteceu no Rio", baseado na peça de Raimundo de Oliveira, ao lado de Francisco Milani e com elenco formado por Suely Franco, Lourdes Mayer, Waldemar Rocha e Roberto Duval.
Fez teste seletivo por ocasião da inauguração da TV Globo. Trabalhou nos programas "Festa em Casa"; "4 no Teatro"; "Presença"; "Capitão Furacão" e "Quando a Vida é uma Canção". Atuou nas novelas "Rosinha do Sobrado"; "A Moreninha" e "Padre Tião", todas sob a direção de Graça Mello, assim como em "Um Rosto de Mulher" direção de Sérgio Britto. Ainda na mesma emissora apresentou o noticiário "Tele-Jornal da 1:00 Hora" até 1970 e o programa esportivo "Escola de Craques" ao lado de Paulo Graça Mello, com Zagallo nos comentários, Otelo Caçador no humorismo e números musicais interligando as diversas faixas da produção.
Em seguida assinou contrato com a TV Continental e trabalhou em "Bombom e Fiapo", direção de Dudu Barreto Leite (ao lado de Vera Barreto Leite) e passou a apresentar os programas "Sessão das 9:30" e "Coral 2/4".
A partir de 1966 integrou as produções "Flor de Cactus", no Teatro Copacabana, sob a produção de Oscar Ornstein e "Onde Canta O Sabiá" de Gastão Tojeiro, no Teatro do Rio, sob a direção de Luiz Afonso Grisolli e considerado o primeiro espetáculo pop do Brasil, estrelado por Marília Pêra e Gracindo Júnior, com um elenco formado por 12 atores dentre os quais Lafayette Galvão, Nicette Bruno, Victor di Mello, Olney Cazarré, Suzy Arruda, Norma Sueli e Nestor de Montemar.
À convite de Carlos Machado fez parte do elenco da revista musical "Carlos Machado's Holliday" na Boate Fred's, ao lado de Irene Ravache, Cláudia Martins, Suely Franco, Rossana Ghessa, Ari Fontoura e Hugo Sandes.
Ao transferir-se para São Paulo, em 1967, participou na TV Globo do teleteatro "Processo 68", produção de Valêncio Xavier, época em que atuou nas peças "Receita de Vinícius", direção de Sady Cabral (no Teatro das Nações) e interpretou Nelida em "A Raposa e as Uvas", com direção de Nydia Lícia (no Teatro Bela Vista), nos espaços cênicos dos bairros paulistas até 1972 e em curta temporada no Rio, estreando a 3 de dezembro de 1968 na peça "Linhas Cruzadas" formando um quarteto amoroso com Glória Menezes, Tarcísio Meira e Paulo Gracindo, sob a direção de João Bittencourt. Ainda atuou no quadro "A Justiça dos Homens" do Programa Sílvio Santos, com produção de Valêncio Xavier e transmitido pela TV Globo São Paulo.
A partir da década de 1970, fez dublagens para filmes de televisão e cinema nos estúdios Herbert Richers e Peri Filmes.

### Teatro
Voltou ao Paraná em 1971. Em sua cidade natal, Antonina, abriu restaurante no Clube Náutico, no qual promoveram atividades artístico-culturais e, nos anos de 1971 a 1974, Yara colaborou com colunas para os jornais "O Antoninense" e "O Estado do Paraná" e na revista "Quatro Estações".
Em 1972, morando em Curitiba, participou como atriz em "Via Crucis" com direção de Oraci Gemba e produção de Paulo Sá. Foi quando tornou-se diretora do Grupo Momento de Teatro, criado juntamente com Gemba e Angela Wogel, tendo na produção executiva Verinha Walflor -1972/1977. Nesse grupo, foram montadas as peças "Electra", na qual interpretava a antagonista Crisóstemis; "Marat-Sade", de Peter Weiss e traduzido por Millor Fernandes; O Circo da Alegria, de Walmir Ayala; "Maria Bueno"; "A Casa de Bernarda Alba"; "O Cerco da Lapa"; "Carla, Gigi e Margot" (com a qual recebeu o Troféu Gralha Azul de Melhor Atriz na edição 1976/1977); "Momento de Natal"; "Auto de Natal" e o show "Funeral para Um Rei Negro" (1975), com Lápis e Evanira. Todos os espetáculos dirigidos por Gemba. No ano seguinte, recebeu o mesmo Troféu de Melhor Atriz Coadjuvante por seu trabalho na peça dirigida por Menghini "Cinderela do Petróleo", montagem que comemorou os 10 anos da Companhia Roberto Menghini.
Integrou, em 1976, o elenco da produção do Teatro de Comédia do Paraná (TCP), da então Fundação Teatro Guaíra (FTG), "A Torre em Concurso", sob a direção de Gemba, participando também de narrações, locuções e entrevistas no Museu da Imagem e do Som e foi convidada para participar da equipe paranaense que elaborou o ante-projeto da Lei 6.533/1978, a qual regulamenta a Profissão de Artista e Técnico em Espetáculos de Diversões.
Em 1978 os jornais O Estado do Paraná e Tribuna do Paraná concederam-lhe o Diploma de Melhor do Ano/1977 como Melhor Atriz de Teleteatro. Em seguida abandona os palcos, mas retorna para a narração dos textos que acompanharam o espetáculo "Bastidores da Alma", em 1996.

### Ativista
De 1968 a 1970 Yara trabalhou no Instituto São Paulo, escola para crianças surdas e com problemas de comunicação verbal, lecionando Estruturação de Linguagem e Psicomotricidade. Foi a partir daí que participou dos cursos "Sistema Universal Verbotonal Guberina de Reabilitação Auditiva e Fonética" - Center Za Rehabilitaciju Sluha I Govera - Zagreb/ Iugoslávia; "Psicomotricidade sobre o Método Le BonDepart" - Professora Yolanda Bianco/PUC-SP.
Em 1975, em cargo comissionado, trabalhou na Secretaria de Estado da Justiça do Paraná, onde permaneceu até 1983, quando foi transferida para a então Fundação Teatro Guaíra, prestando serviços de Assessoria. Dois anos depois, recebeu Menção Honrosa pela criação do Troféu Gralha Azul (1985/1986). Voltou a ser homenageada na edição 1988/1989, com o Troféu pela Fundação Teatro Guaíra - hoje, Centro Cultural Teatro Guaíra (CCTG) e pela classe artística paranaense, pelo trabalho que desenvolveu em Brasília junto à Assembléia Nacional Constituinte, em favor das Artes e das Culturas Brasileiras. Nesse trabalho, representou as entidades nacionais de artistas, técnicos e produtores em espetáculos de diversões.
Em Belo Horizonte, 1989, foi homenageada pelo SATED/MG e APAC/MG por seu trabalho junto à Assembléia Nacional Constituinte, em Brasília. Em 1991, a Câmara Municipal de Curitiba concedeu-lhe Diploma de Reconhecimento por sua atuação em favor da área cultural.
Por escolha da classe cênica nacional representa as entidades ANEATE e ANPAC, no período de 1999 a 2001, como Conselheira na Comissão Nacional de Incentivo à Cultura (CNIC), Lei Rouanet, junto ao Ministério de Estado da Cultura, em Brasília, na área das Artes Cênicas, essa coordenada com dedicação e competência por Angélica Salazar Pessôa Mesquita.

### Falecimento
Yara faleceu por complicações naturais no dia 26 de abril de 2019, em sua residência e foi cremada na tarde de sábado do dia seguinte.

## Carreira

### Teatro
| Ano  | Título                    |
| ---- | ------------------------- |
| 1962 | Luz e Gás                 |
| 1963 | Romeu e Julieta           |
| 1963 | Colégio de Brotos         |
| 1964 | Uma Criança Está Chorando |
| 1964 | Peripécias de um Avarento |
| 1964 | Mar Insaciável            |
| 1965 | Flor de Cactus            |
| 1966 | Onde Canta O Sabiá        |
| 1967 | Carlos Machado's Holliday |
| 1967 | Receita de Vinícius       |
| 1968 | A Raposa e as Uvas        |
| 1968 | Linhas Cruzadas           |
| 1972 | Via Crucis                |
| 1973 | Electra                   |
| 1973 | Marat-Sade                |
| 1973 | O Circo da Alegria        |
| 1974 | Maria Bueno               |
| 1974 | A Casa de Bernarda Alba   |
| 1975 | Funeral para Um Rei Negro |
| 1975 | O Cerco da Lapa           |
| 1976 | Carla, Gigi e Margot      |
| 1976 | A Torre em Concurso       |
| 1977 | Momento de Natal          |
| 1978 | Auto de Natal             |
| 1983 | O Grande Circo Místico    |
| 1996 | Bastidores da Alma        |

### Televisão
| Ano  | Título                      | Personagem          | Emissora  |
| ---- | --------------------------- | ------------------- | --------- |
| 1963 | Dreher Convida              | Dançarina Espanhola | TV Paraná |
| 1964 | Serenata sem Madrugada      | Diná Soledade       | TV Paraná |
| 1964 | A Estranha Hóspede          | Eleonora            | TV Paraná |
| 1964 | Sombras Que à Noite Aumenta | Paula               | TV Paraná |
| 1964 | Clube do Morcego            | Diversos            | TV Tupi   |
| 1965 | Aconteceu no Rio            | Zélia               | TV Tupi   |
| 1965 | Sob o Signo de Peixes       | Clara               | TV Tupi   |
| 1965 | Escola de Craques           | Apresentadora       | TV Globo  |
| 1965 | Capitão Furacão             | Madame              | TV Globo  |
| 1965 | Rosinha do Sobrado          | Aninha              | TV Globo  |
| 1965 | A Moreninha                 | Lúcia               | TV Globo  |
| 1966 | Padre Tião                  | Honestidade         | TV Globo  |
| 1966 | Um Rosto de Mulher          | Lilis               | TV Globo  |
| 1967 | Tele-Jornal da 1:00 Hora    | Apresentadora       | TV Globo  |
| 1968 | A Justiça dos Homens        | Promotora Pública   | TV Globo  |
| 1972 | Clube de Amigos             | Yara                | TV Paraná |

### Dublagem
| Ano  | Título      |
| ---- | ----------- |
| 1965 | Dr. Kildare |